# Hava (singolo)
Hava è un singolo del DJ statunitense Steve Aoki e del trombettista australiano Timmy Trumpet, pubblicato il 9 agosto 2019 come sesto estratto dal sesto album in studio di Aoki Neon Future IV.

## Descrizione
Originariamente presentato durante il Tomorrowland Winter a inizio 2019, il brano è basato sulla canzone popolare ebraica Hava Nagila, differenziandosi per la maggiore impronta dance e per la tromba di Timmy Trumpet. Inoltre ha visto la partecipazione del DJ olandese Dr Phunk, il quale ha aggiunto le proprie influenze hardstyle ascoltabili nella seconda parte del brano.

## Video musicale
Il video, presentato il 1º ottobre 2019, mostra i tre musicisti intraprendere un'avventura su Ibiza alla ricerca di una tromba misteriosa, che, una volta suonata, garantisce loro di esibirsi a un concerto.

## Tracce
1. Hava (feat. Dr Phunk) – 4:19